# 六一書房
六一書房（ろくいちしょぼう），是一家日本出版社，位于东京都千代田區神田神保町的出版社。主要出版歷史學和考古学的学术书籍，还销售古籍，进口许多中韩两国的原版学术书籍。每年的6月和12月，出版社会制作图书目录“六一考古通信”来介绍新出版图书。

## 位置
- 东京千代田区神田神保町2-2-22